# Кам'яний Брід (Ростовська область)
Кам'яний Брід — хутір у Родіоново-Несвітайському районі Ростовської області, Росія.
Входить до складу Кутейніковського сільського поселення.
Населення — 776 осіб (2010 рік).

## Географія
Хутір положено на правому березі Тузлової при впливі з лівої сторони Великого Несвітаю.

### Вулиці
| - вул. Дачна, - вул. Зарічна, - вул. Калінінська, - вул. Кам'янка, - вул. Курсантів РАУ, - вул. Первомайська, - вул. Смирнова, - вул. Ясна Поляна, | - пров. Аксайський, - пров. Мостовий, - пров. Набережний. |

## Історія
Кам'яний Брід вперше згадано 1647 року; засновано — 1742 року. Він був населеним пунктом запорозьких козаків на території Яланецької паланки.

## Пам'ятки
- Пам'ятник «Гармата» споруджений на честь курсантів-артилеристів Ростовського училища, які героїчно боролися в 41-му році на підступах до хутора Кам'яний Брід[2].
- Церква Петра і Павла